# JCSAT-12
JCSAT-12は、JSAT社(現・スカパーJSAT)が打ち上げ、運用している通信衛星。メーカーはロッキード・マーティン。